# Illice hilaris
Illice hilaris là một loài bướm đêm thuộc phân họ Arctiinae, họ Erebidae.